# Muğan Salyan FK
Muğan Salyan Futbol Klubu byl ázerbájdžánský fotbalový klub sídlící ve městě Saljany. Klub byl založen v roce 2007 pod názvem FK NBC Salyan, zanikl v roce 2012.
Své domácí zápasy odehrával na stadionu Salyan Olimpiya İdman Kompleksi s kapacitou 2 000 diváků.

## Historické názvy
Zdroj: 
- 2007 – FK NBC Salyan (Futbol Klubu NBC Salyan)
- 2008 – Muğan Salyan FK (Muğan Salyan Futbol Klubu)

## Umístění v jednotlivých sezonách
Zdroj: 
Legenda: Z - zápasy, V - výhry, R - remízy, P - porážky, VG - vstřelené góly, OG - obdržené góly, +/- - rozdíl skóre, B - body, červené podbarvení - sestup, zelené podbarvení - postup, fialové podbarvení - reorganizace, změna skupiny či soutěže
| Ázerbájdžán (2007 – 2012) |                           |        |    |    |   |    |    |    |     |    |        |
| Sezóny                    | Liga                      | Úroveň | Z  | V  | R | P  | VG | OG | +/- | B  | Pozice |
| 2007/08                   | Birinci Divizionu – sk. B | 2      | 16 | 10 | 4 | 2  | 26 | 8  | -18 | 34 | 1.     |
| 2008/09                   | Premyer Liqası            | 1      | 26 | 4  | 2 | 20 | 19 | 53 | -34 | 14 | 12.    |
| 2009/10                   | Premyer Liqası            | 1      | 20 | 7  | 6 | 7  | 17 | 16 | +1  | 27 | 10.    |
| 2010/11                   | Premyer Liqası            | 1      | 32 | 13 | 8 | 11 | 29 | 31 | -2  | 47 | 8.     |
| 2011/12                   | Birinci Divizionu         | 2      | 26 | 9  | 4 | 13 | 26 | 43 | -17 | 31 | 10.    |